# Nest-Sotra Fotball 2018
Questa voce raccoglie le informazioni riguardanti il Nest-Sotra Fotball nelle competizioni ufficiali della stagione 2018.

## Stagione
A seguito del 1º posto arrivato nella 2. divisjon 2017 ed alla conseguente promozione, nella stagione 2018 il Nest-Sotra avrebbe partecipato alla 1. divisjon ed al Norgesmesterskapet. Il 20 dicembre 2017 sono stati compilati i calendari per il campionato: alla 1ª giornata, il Nest-Sotra avrebbe fatto visita all'Åsane al Myrdal Gress.
Il 17 gennaio 2018, John Andreas Husøy è stato assunto come assistente dell'allenatore Steffen Landro.

## Rosa
| N. |                     | Ruolo | Calciatore              |
| -- | ------------------- | ----- | ----------------------- |
| 1  | Norvegia (bandiera) | P     | Egil Selvik             |
| 2  | Norvegia (bandiera) | D     | Erlend Hellevik Larsen  |
| 3  | Norvegia (bandiera) | A     | Kristoffer Bidne        |
| 4  | Norvegia (bandiera) | C     | Ståle Steen Sæthre      |
| 5  | Norvegia (bandiera) | D     | Bjarte Haugsdal         |
| 6  | Norvegia (bandiera) | C     | Peter Sørensen Nergaard |
| 7  | Norvegia (bandiera) | A     | Morten Bjørlo           |
| 8  | Svezia (bandiera)   | C     | Haris Cirak             |
| 9  | Norvegia (bandiera) | A     | Sondre Liseth           |
| 10 | Norvegia (bandiera) | C     | Alexander Dang          |
| 11 | Norvegia (bandiera) | C     | Joachim Edvardsen       |
| 12 | Norvegia (bandiera) | D     | Petter Martinsen        |
| 13 | Norvegia (bandiera) | P     | Erlend Johansen         |

| N. |                      | Ruolo | Calciatore             |
| -- | -------------------- | ----- | ---------------------- |
| 15 | Norvegia (bandiera)  | C     | Johnny Furdal          |
| 20 | Norvegia (bandiera)  | C     | Halldor Stenevik       |
| 22 | Norvegia (bandiera)  | D     | Mads Songve            |
| 23 | Norvegia (bandiera)  | C     | Bendik Dybdal Torset   |
| 29 | Norvegia (bandiera)  | C     | Kristoffer Stephensen  |
| 86 | Norvegia (bandiera)  | C     | Andreas Rødsand        |
| 96 | Canada (bandiera)    | P     | Yann-Alexandre Fillion |
| –– | Danimarca (bandiera) | D     | Daniel Arrocha         |
| –– | Svezia (bandiera)    | D     | Elmin Nurkic           |
| –– | Svezia (bandiera)    | D     | Jakob Palander         |
| –– | Norvegia (bandiera)  | C     | Mads Sande             |
| –– | Svezia (bandiera)    | C     | Sherko Faiqi           |
| –– | Danimarca (bandiera) | C     | Oliver Kjærgaard       |

## Calciomercato

### Sessione invernale(dal 12/01 al 04/04)
| Arrivi | Arrivi                 | Arrivi         | Arrivi     |
| R.     | Nome                   | da             | Modalità   |
| ------ | ---------------------- | -------------- | ---------- |
| P      | Yann-Alexandre Fillion | Zurigo         | prestito   |
| P      | Egil Selvik            | Sandnes Ulf    | prestito   |
| D      | Petter Martinsen       |                | svincolato |
| D      | Mads Songve            |                | svincolato |
| C      | Bendik Dybdal Torset   | Hødd           | definitivo |
| C      | Haris Cirak            | AFC Eskilstuna | definitivo |
| C      | Andreas Rødsand        |                | svincolato |
| C      | Halldor Stenevik       | Brann          | prestito   |
| C      | Kristoffer Stephensen  |                | svincolato |
| A      | Morten Bjørlo          | Egersund       | definitivo |
| A      | Sondre Liseth          | Fana           | definitivo |

| Partenze         | Partenze          | Partenze     | Partenze      |
| R.               | Nome              | a            | Modalità      |
| ---------------- | ----------------- | ------------ | ------------- |
| C                | Akinbola Akinyemi |              | svincolato    |
| C                | Rune Mo           | Lysekloster  | definitivo    |
| C                | Gaute Vetti       | Sarpsborg 08 | definitivo    |
| Altre operazioni |                   |              |               |
| R.               | Nome              | da           | Modalità      |
| D                | Petter Martinsen  | Mjøndalen    | fine prestito |
| C                | Halldor Stenevik  | Brann        | fine prestito |

### Sessione estiva(dal 19/07 al 15/08)
| Arrivi | Arrivi           | Arrivi     | Arrivi     |
| R.     | Nome             | da         | Modalità   |
| ------ | ---------------- | ---------- | ---------- |
| D      | Daniel Arrocha   |            | svincolato |
| D      | Elmin Nurkic     | Varberg    | definitivo |
| D      | Jakob Palander   | Trelleborg | prestito   |
| C      | Mads Sande       | Fana       | definitivo |
| C      | Sherko Faiqi     | Sirius     | prestito   |
| C      | Oliver Kjærgaard | Tromsø     | prestito   |

| Partenze | Partenze           | Partenze | Partenze   |
| R.       | Nome               | a        | Modalità   |
| -------- | ------------------ | -------- | ---------- |
| C        | Joachim Edvardsen  | Hønefoss | definitivo |
| C        | Johnny Furdal      | Viking   | definitivo |
| C        | Andreas Rødsand    | Hønefoss | definitivo |
| C        | Ståle Steen Sæthre | Aalesund | definitivo |

## Risultati

### 1. divisjon

#### Girone di andata
| Arbitro: | Tennøy (Bergen) |

|                                          |           |          |
| Huseklepp 9’ Bruun-Hansen 56’ Harris 87’ | Marcatori | 42’ Dang |

| Arbitro: | Følstad Skarsem (Trondheim) |

|                       |           |                                   |
| Steen Sæthre 29’, 90’ | Marcatori | 44’ Heikkilä 50’ Danso 54’ Kryger |

## Statistiche

### Statistiche di squadra
| Competizione       | Punti | In casa | In casa | In casa | In casa | In casa | In casa | In trasferta | In trasferta | In trasferta | In trasferta | In trasferta | In trasferta | Totale | Totale | Totale | Totale | Totale | Totale | DR |
| Competizione       | Punti | G       | V       | N       | P       | Gf      | Gs      | G            | V            | N            | P            | Gf           | Gs           | G      | V      | N      | P      | Gf     | Gs     | DR |
| ------------------ | ----- | ------- | ------- | ------- | ------- | ------- | ------- | ------------ | ------------ | ------------ | ------------ | ------------ | ------------ | ------ | ------ | ------ | ------ | ------ | ------ | -- |
| 1. divisjon        | 0     | 0       | 0       | 0       | 0       | 0       | 0       | 0            | 0            | 0            | 0            | 0            | 0            | 0      | 0      | 0      | 0      | 0      | 0      | 0  |
| Norgesmesterskapet | -     | 0       | 0       | 0       | 0       | 0       | 0       | 0            | 0            | 0            | 0            | 0            | 0            | 0      | 0      | 0      | 0      | 0      | 0      | 0  |
| Totale             | -     | 0       | 0       | 0       | 0       | 0       | 0       | 0            | 0            | 0            | 0            | 0            | 0            | 0      | 0      | 0      | 0      | 0      | 0      | 0  |

### Andamento in campionato
| Giornata  | 1 | 2 | 3 | 4 | 5 | 6 | 7 | 8 | 9 | 10 | 11 | 12 | 13 | 14 | 15 | 16 | 17 | 18 | 19 | 20 | 21 | 22 | 23 | 24 | 25 | 26 | 27 | 28 | 29 | 30 |
| --------- | - | - | - | - | - | - | - | - | - | -- | -- | -- | -- | -- | -- | -- | -- | -- | -- | -- | -- | -- | -- | -- | -- | -- | -- | -- | -- | -- |
| Luogo     | T | C | T | C | T | C | T | T | C | T  | C  | T  | C  | T  | C  | T  | C  | T  | C  | C  | T  | C  | T  | C  | T  | C  | T  | C  | T  | C  |
| Risultato | P | P |   |   |   |   |   |   |   |    |    |    |    |    |    |    |    |    |    |    |    |    |    |    |    |    |    |    |    |    |
| Posizione |   |   |   |   |   |   |   |   |   |    |    |    |    |    |    |    |    |    |    |    |    |    |    |    |    |    |    |    |    |    |

Fonte:  OBOS-ligaen 2018, su altomfotball.no, Altomfotball.
Legenda:

Luogo: C = Casa; T = Trasferta. Risultato: V = Vittoria; N = Pareggio; P = Sconfitta.

### Statistiche dei giocatori
| Giocatore            | 1. divisjon | 1. divisjon | 1. divisjon | 1. divisjon | Norgesmesterskapet | Norgesmesterskapet | Norgesmesterskapet | Norgesmesterskapet | Coppe europee | Coppe europee | Coppe europee | Coppe europee | Altre coppe | Altre coppe | Altre coppe | Altre coppe | Totale   | Totale | Totale      | Totale     |
| Giocatore            | Presenze    | Reti        | Ammonizioni | Espulsioni  | Presenze           | Reti               | Ammonizioni        | Espulsioni         | Presenze      | Reti          | Ammonizioni   | Espulsioni    | Presenze    | Reti        | Ammonizioni | Espulsioni  | Presenze | Reti   | Ammonizioni | Espulsioni |
| -------------------- | ----------- | ----------- | ----------- | ----------- | ------------------ | ------------------ | ------------------ | ------------------ | ------------- | ------------- | ------------- | ------------- | ----------- | ----------- | ----------- | ----------- | -------- | ------ | ----------- | ---------- |
| D. Arrocha           | 0           | 0           | 0           | 0           | -                  | -                  | -                  | -                  |               |               |               |               |             |             |             |             | 0        | 0      | 0           | 0          |
| K. Bidne             | 0           | 0           | 0           | 0           | 0                  | 0                  | 0                  | 0                  |               |               |               |               |             |             |             |             | 0        | 0      | 0           | 0          |
| M. Bjørlo            | 0           | 0           | 0           | 0           | 0                  | 0                  | 0                  | 0                  |               |               |               |               |             |             |             |             | 0        | 0      | 0           | 0          |
| H. Cirak             | 0           | 0           | 0           | 0           | 0                  | 0                  | 0                  | 0                  |               |               |               |               |             |             |             |             | 0        | 0      | 0           | 0          |
| A. Dang              | 0           | 0           | 0           | 0           | 0                  | 0                  | 0                  | 0                  |               |               |               |               |             |             |             |             | 0        | 0      | 0           | 0          |
| B. Dybdal Torset     | 0           | 0           | 0           | 0           | 0                  | 0                  | 0                  | 0                  |               |               |               |               |             |             |             |             | 0        | 0      | 0           | 0          |
| J. Edvardsen         | 0           | 0           | 0           | 0           | 0                  | 0                  | 0                  | 0                  |               |               |               |               |             |             |             |             | 0        | 0      | 0           | 0          |
| S. Faiqi             | 0           | 0           | 0           | 0           | -                  | -                  | -                  | -                  |               |               |               |               |             |             |             |             | 0        | 0      | 0           | 0          |
| Y. Fillion           | 0           | -0          | 0           | 0           | 0                  | -0                 | 0                  | 0                  |               |               |               |               |             |             |             |             | 0        | 0      | 0           | 0          |
| J. Furdal            | 0           | 0           | 0           | 0           | 0                  | 0                  | 0                  | 0                  |               |               |               |               |             |             |             |             | 0        | 0      | 0           | 0          |
| B. Haugsdal          | 0           | 0           | 0           | 0           | 0                  | 0                  | 0                  | 0                  |               |               |               |               |             |             |             |             | 0        | 0      | 0           | 0          |
| E. Hellevik Larsen   | 0           | 0           | 0           | 0           | 0                  | 0                  | 0                  | 0                  |               |               |               |               |             |             |             |             | 0        | 0      | 0           | 0          |
| E. Johansen          | 0           | -0          | 0           | 0           | 0                  | -0                 | 0                  | 0                  |               |               |               |               |             |             |             |             | 0        | 0      | 0           | 0          |
| O. Kjærgaard         | 0           | 0           | 0           | 0           | -                  | -                  | -                  | -                  |               |               |               |               |             |             |             |             | 0        | 0      | 0           | 0          |
| S. Liseth            | 0           | 0           | 0           | 0           | 0                  | 0                  | 0                  | 0                  |               |               |               |               |             |             |             |             | 0        | 0      | 0           | 0          |
| P. Martinsen         | 0           | 0           | 0           | 0           | 0                  | 0                  | 0                  | 0                  |               |               |               |               |             |             |             |             | 0        | 0      | 0           | 0          |
| E. Nurkic            | 0           | 0           | 0           | 0           | -                  | -                  | -                  | -                  |               |               |               |               |             |             |             |             | 0        | 0      | 0           | 0          |
| J. Palander          | 0           | 0           | 0           | 0           | -                  | -                  | -                  | -                  |               |               |               |               |             |             |             |             | 0        | 0      | 0           | 0          |
| A. Rødsand           | 0           | 0           | 0           | 0           | 0                  | 0                  | 0                  | 0                  |               |               |               |               |             |             |             |             | 0        | 0      | 0           | 0          |
| M. Sande             | 0           | 0           | 0           | 0           | -                  | -                  | -                  | -                  |               |               |               |               |             |             |             |             | 0        | 0      | 0           | 0          |
| E. Selvik            | 0           | -0          | 0           | 0           | 0                  | -0                 | 0                  | 0                  |               |               |               |               |             |             |             |             | 0        | 0      | 0           | 0          |
| M. Songve            | 0           | 0           | 0           | 0           | 0                  | 0                  | 0                  | 0                  |               |               |               |               |             |             |             |             | 0        | 0      | 0           | 0          |
| P. Sørensen Nergaard | 0           | 0           | 0           | 0           | 0                  | 0                  | 0                  | 0                  |               |               |               |               |             |             |             |             | 0        | 0      | 0           | 0          |
| S. Steen Sæthre      | 0           | 0           | 0           | 0           | 0                  | 0                  | 0                  | 0                  |               |               |               |               |             |             |             |             | 0        | 0      | 0           | 0          |
| H. Stenevik          | 0           | 0           | 0           | 0           | 0                  | 0                  | 0                  | 0                  |               |               |               |               |             |             |             |             | 0        | 0      | 0           | 0          |
| K. Stephensen        | 0           | 0           | 0           | 0           | 0                  | 0                  | 0                  | 0                  |               |               |               |               |             |             |             |             | 0        | 0      | 0           | 0          |